# Partamona
Partamona is een geslacht van bijen (Apidae) zonder angel, uit het Neotropisch gebied. De wetenschappelijke naam is voor het eerst geldig gepubliceerd in 1939 door Herbert Ferlando Schwarz, als nomen novum (nieuwe naam) voor Patera; deze naam had hij in 1938 gegeven aan een ondergeslacht van het geslacht Trigona. Hij had de naam ontleend aan een ongepubliceerd manuscript van F. E. Lutz. Patera is een ondiepe drinkschaal of schotel, waarvan de vorm geleek op die van de achterste tibiae van de bijen. De typesoort Partamona testacea (oorspronkelijke naam: Melipona testacea Klug, 1807) komt voor in het Amazonegebied van Brazilië en Guyana.
De naam Patera bleek echter reeds in 1837 gebruikt door René Lesson voor een neteldier. De plaatsvervangende naam Partamona is afgeleid van die van een inboorlingenstam uit het binnenland van het toenmalige Brits-Guiana.

## Soorten
- P. aequatoriana Camargo, 1980
- P. ailyae Camargo, 1980
- P. auripennis Pedro & Camargo, 2003
- P. batesi Pedro & Camargo, 2003
- P. bilineata (Say, 1837)
- P. brevipilosa (Schwarz, 1948)
- P. combinata Pedro & Camargo, 2003
- P. criptica Pedro & Camargo, 2003
- P. cupira (Smith, 1863)
- P. chapadicola Pedro & Camargo, 2003
- P. epiphytophila Pedro & Camargo, 2003
- P. ferreirai Pedro & Camargo, 2003
- P. grandipennis (Schwarz, 1951)
- P. gregaria Pedro & Camargo, 2003
- P. helleri (Friese, 1900)
- P. littoralis Pedro & Camargo, 2003
- P. mourei Camargo, 1980
- P. mulata Moure, 1980
- P. musarum (Cockerell, 1917)
- P. nhambiquara Pedro & Camargo, 2003
- P. nigrior (Cockerell, 1925)
- P. orizabaensis (Strand, 1919)
- P. pearsoni (Schwarz, 1938)
- P. peckolti (Friese, 1901)
- P. rustica Pedro & Camargo, 2003
- P. seridoensis Pedro & Camargo, 2003
- P. sooretamae Pedro & Camargo, 2003
- P. subtilis Pedro & Camargo, 2003
- P. testacea (Klug, 1807)
- P. vicina Camargo, 1980
- P. vitae Pedro & Camargo, 2003
- P. xanthogastra Pedro & Camargo, 1997
- P. yungarum Pedro & Camargo, 2003
- P. zonata (Smith, 1854)